# Hermann von Dechend
Hermann Friedrich Alexander von Dechend (Marienwerder, 1814. április 2. – Berlin, 1890. április 30.) a német birodalmi bank igazgatója.

## Élete
Bonnban és Berlinben végezte a jogot, és 1836-ban állami tisztségviselő lett. A pénzügyminisztériumban dolgozott, és Arnsbergben mint kormánytanácsos tevékenykedett. 1848-ban az akkor alapított kölcsönpénztárak igazgatósági tagja lett, 1849-ben pedig titkos kormánytanácsossá nevezték ki. 1851-től tagja, 1863-tól alelnöke, 1864-től elnöke volt a porosz bank igazgatóságának. A porosz bank Dechend vezetése alatt alakult az át német birodalmi bankká; ő alakította ki a bank szervezetét és ügyviteli szabályzatát. 1867-70-ben a képviselőház, 1872-ben a felsőház tagja lett, és 1884-ben államtanácsossá nevezték ki.